# Улица Дайнас (Рига)
Улица Да́йнас (латыш. Dainas iela) — Г-образная улица в исторической части города Риги, в Центральном районе. Начинается от улицы Артилерияс, ведёт вначале в юго-западном направлении, затем поворачивает на северо-запад и заканчивается перекрёстком с улицей Кришьяня Барона. С другими улицами не пересекается.
Улица названа в честь латышского фольклорного жанра — дайн (народных песен), включённых в Культурный канон Латвии.
Длина улицы Дайнас составляет 208 метров. На всём протяжении имеется асфальтовое покрытие, разрешено движение в обоих направлениях. Общественный транспорт по улице не курсирует. Средняя ширина проезжей части — 6,4 метра.

## История
Улица Дайнас проложена в 1935 году, при этом была частично изменена планировка прилегающих земельных участков. В годы немецкой оккупации улица носила название Volksliederstrasse (с нем. — «Улица Народных Песен»), других переименований не было.
К началу Второй мировой войны к улице Дайнас относилось 5 земельных участков.

## Застройка

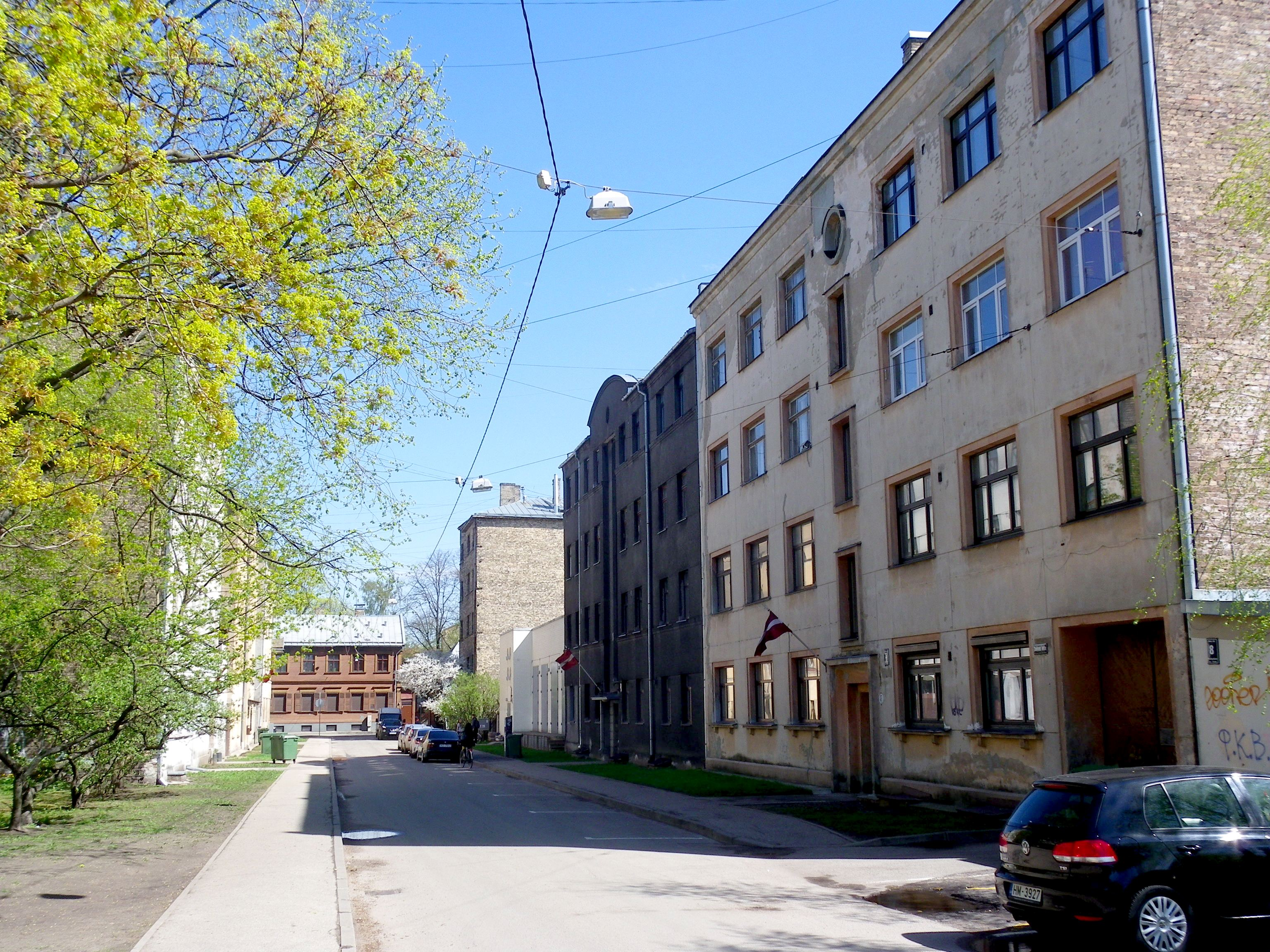
Вид на дома № 4 и 6

Застройка улицы Дайнас сформировались во второй половине 1930-х годов (жилые дома в стиле функционализма), дополнена в советское время (многоквартирный жилой дом № 5 для рабочих электромеханического завода и бывшая промзона, дом № 10).
- Дом № 3 — бывший доходный дом Женича (1937, архитектор Паул Тейкманис)[2].
- Дом № 4 — бывший доходный дом Озолсов (1939), здесь проживал художник Карлис Фрейманис[латыш.][2].
- Дом № 10a — современный жилой комплекс «Dainas» (2022)[5].